# Van den Brandeler

Familiewapen van Van den Brandeler

Van den Brandeler is een Nederlands geslacht, waarvan leden sinds 1896 behoren tot de Nederlandse adel.

## Geschiedenis
De stamreeks begint met Cornelis Hendricksz. Huybrechts van Emelenberghe (circa 1440-1506). Vanaf de 18e eeuw waren leden van dit geslacht bestuurders van Dordrecht.
Bij KB van 16 november 1896 werd mr. Pieter van den Brandeler (1816-1908) als eerste van zijn geslacht verheven in de Nederlandse adel.

## Telgen
- Dr. Willem Cornelis van den Brandeler (1817-1880), medicus en burgemeester
- Jhr. Louis Christiaan van den Brandeler (1855-1911), generaal-majoor
  - zijn dochter jonkvrouw Henriëtte van den Brandeler, 1884-1985), componiste
- Jhr. mr. Martinus van den Brandeler (1859-1924), burgemeester
- Jhr. Dorone van den Brandeler (1914-1988), ambassadeur o.m. in Argentinië tijdens het Wereldkampioenschap voetbal 1978
- Jkvr. Agnes van den Brandeler (1918-2003), kunstenaar